# 1942年の宝塚歌劇公演一覧
本項目では、1942年の宝塚歌劇公演一覧（1942ねんのたからづかかげきこうえんいちらん）について示す。

## 一覧
（）内は、作者または演出者名。

### 宝塚公演

#### 花組
- 1月1日 - 1月25日　宝塚大劇場
  - 『軍艦』（宇津秀男）
  - 『名馬する墨』（久松一聲）
  - 『北京』（宇津秀男）

#### 雪組
- 1月27日 - 2月24日　宝塚大劇場
  - 『この感激を』（高崎邦祐　構成・演出）　
  - 『女夫獅子』（塩谷孝太郎）　　
  - 『北京』（宇津秀男）

#### 月組
- 2月26日 - 3月24日　宝塚大劇場
  - 『世紀の歌』（坪井正直）　
  - 『空の初旅』（木村富子　原作、花柳年之輔　改作・振付）
  - 『東へ帰る』（プラ・サラサス　原作、中西武夫）

#### 花組
- 3月26日 - 4月24日　宝塚大劇場	
  - 『出家と黒猫』（久松一聲）　　
  - 『風流陣』（内海重典　脚本）
  - 『ピノチオ』（宇津秀男　構成、内海・高崎　合作）

#### 雪組
- 4月26日 - 5月24日　宝塚大劇場	
  - 『軍艦旗征くところ』（康本晋史　構成）　　
  - 『戻り橋』（錢谷信昭）
  - 『ピノチオ』（宇津秀男　構成、内海・高崎　合作）

#### 月組
- 5月26日 - 6月24日　宝塚大劇場	
  - 『桃太郎の凱旋』（内海重典　構成・演出）　　
  - 『眞如王記』（小野晴通）
  - 『ふるさとの唄』（水田茂　構成、横田邦造　潤色）

#### 花組
- 6月26日 - 7月24日　宝塚大劇場	
  - 『狸の兄弟』（高崎邦祐）　　
  - 『忠靈』（水田茂）
  - 『海』（高木史朗、高崎邦祐）

#### 雪組
- 7月26日 - 8月24日　宝塚大劇場	
  - 『美と力』（高木史朗　構成）　　
  - 『花若仇討』
  - 『新かぐや姫』（内海重典　作、宇津秀男　構成・演出）

#### 月組
- 8月26日 - 9月24日　宝塚大劇場	
  - 『鵬翼』（宇津秀男）
  - 『劍と友情』（三木一郎　演出）
  - 『妙音あさくさ祭』（花柳舞踊研究会　作）

#### 花組
- 9月26日 - 10月25日　宝塚大劇場	
  - 『心の故郷』（別所夏子　原作、京都信夫　脚本）　
  - 『二人袴』（楳茂都陸平）
  - 『希望の泉』（高崎邦祐）

#### 雪組
- 10月27日 - 11月24日　宝塚大劇場	
  - 『明るい町強い町』（大政翼賛会宣伝部　作、康本晋史　演出）　　
  - 『南朝哀詩』（水田茂）
  - 『コーロア物語』（森三千代　作、宇津秀男　構成、内海重典　演出）

#### 月組
- 11月26日 - 12月28日　宝塚中劇場	
  - 『清水詣』（小野晴通）　　
  - 『月・雪・花』（塩谷孝太郎）
  - 『郭公』（堀正旗）
  - 『瀧廉太郎』（夏目浩吉　作、中西武夫　演出）

### 東京公演

#### 月・雪組
- 1月1日 - 1月30日　東京宝塚劇場
  - 『亀放生會』（久松一聲）
  - 『吉野忠信』（小野晴通）
  - 『モンゴール』（宇津秀男）

#### 花組
- 2月3日 - 3月1日　東京宝塚劇場
  - 『歓喜の唄』（三木一郎）
  - 『名馬する墨』（久松一聲）
  - 『新かぐや姫』（宇津秀男　構成・演出、内海重典　作）

#### 月組
- 4月1日 - 4月29日　東京宝塚劇場
  - 『彌榮』（横田邦造　構成・演出）
  - 『空の初旅』（木村富子　原案、花柳年之輔　改作）
  - 『東へ帰る』（プラ・サラサス　原作、中西武夫　演出）

#### 雪組
- 6月2日 - 6月28日　東京宝塚劇場
  - 『軍艦旗征くところ』（康本晋史　構成）
  - 『太刀盗人』（水田茂）
  - 『北京』（宇津秀男）

#### 花組
- 8月1日 - 8月30日　東京宝塚劇場
  - 『狸の兄弟』（高崎邦祐）
  - 『忠靈』（水田茂）
  - 『女夫獅子』（塩谷孝太郎）
  - 『海』（高木史朗・高崎邦祐）

#### 雪組
- 9月2日 - 9月28日　東京宝塚劇場
  - 『美と力』（高木史朗　構成）
  - 『若宮仇討』（錢谷信昭）
  - 『ピノチオ』（宇津秀男　構成、内海重典・高崎邦祐　合作）

#### 花・月組
- 10月31日 - 11月25日　東京宝塚劇場
  - 『鵬翼』（宇津秀男）
  - 『からたち』（堀正旗）
  - 『三銃士』（三木一郎）

### 宝塚・東京以外の日本公演

#### 月組
- 2月4日 - 2月15日　名古屋宝塚劇場
  - 『亀放生會』（久松一聲）
  - 『吉野忠信』（小野晴通）
  - 『モンゴール』（宇津秀男）

#### 雪組
- 2月26日・27日　大阪・北野劇場
  - 『春三題』（小原茂人）
  - 『ペア・ギュント』（三木一郎）
  - 『雪・島の千歳・寒行』

- 3月1日 - 3月18日　岡山、下関、博多、別府、八幡浜、松山、丸亀、高知
  - 『大空の母』（坪井正直）
  - 『別れの歌』（内海重典）
  - 『奴道成寺／素襖落』（水田茂）
  - 『海を渡る歌』（横田邦造　脚本）

#### 花組
- 3月4日 - 3月10日　京都宝塚劇場
  - 『軍艦旗』（宇津秀男）
  - 『亀放生會』（久松一聲）
  - 『別れの歌』（内海重典）
  - 『娘道成寺』（錢谷信昭）
  - 『海を渡る歌』（横田邦造　脚本）

#### 雪組
- 4月1日 - 4月6日　広島宝塚劇場
  - 『寶三番叟』（水田茂）
  - 『大空の母』（坪井正直）
  - 『吉野忠信』（小野晴通）
  - 『海を渡る歌』（横田邦造　脚本）

#### 合同
- 9月30日 - 11月9日　九州、四国地方
  - 『高原の秋』（内海重典）
  - 『舞踊手帖』（三木一郎）
  - 『娘道成寺』（錢谷信昭）
  - 『忠靈』（水田茂）
  - 『寶塚踊り暦』（水田茂）

- 12月5日 - 12月27日　大阪・北野劇場
  - 『十二月八日』（宇津秀男）
  - 『連獅子』（楳茂都陸平）
  - 『西遊記』（宇津秀男　構成、内海重典　作）

### 第一回満洲（中国東北）公演
- 1942年9月26日に日本出発、10月31日帰国。

主な公演地
長春、ハルビン、大連、鞍山、奉天（瀋陽）、撫順、京城（ソウル）
主な演目
『美と力』（高木史朗　作）、『太刀盗人』（水田茂　作）、『奴道成寺』（水田茂　作）、『宝塚絵巻』（高木史朗　構成）
参加者
- 団長：引田一郎

生徒：
- 天津乙女
- 初音麗子
- 神代錦
- 糸井しだれ
- 秩父晴世
- 櫻町公子
- 鈴川百代
- 若園輝代
- 大美輝子
- 日高澄子
- 東町友恵
- 盾津郷子
- 豊瑞穂
- 羽衣恵津
- 丘映子
- 佳川曜子
- 新高美樹子
- 黒木ひかる
- 高山登
- 橋立美子

- 峯夕美子
- 有馬栄子
- 呉竹陽子
- 乙羽信子
- 東郷晴子
- 高松貴美子
- 都山かすみ
- 加古まち子
- 藤代彩子
- 有明順子
- 紀の水美恵
- 舞鶴京子
- 淡島千景
- 南悠子
- 八潮路恵子
- 東芳蘭

（生徒36名）